# Calamus prattianus
Calamus prattianus är en enhjärtbladig växtart som beskrevs av Odoardo Beccari. Calamus prattianus ingår i släktet Calamus och familjen Arecaceae. Inga underarter finns listade i Catalogue of Life.